# Yves Trottier
Yves Trottier (1973) é um escritor do Quebec nascido em Normandin, no Lago St-Jean. Formado em História e Ciências Políticas no Colégio Militar Real do Canadá, torna-se mais tarde oficial das Forças Canadenses. Deixa o serviço militar e segue para um mestrado em Ciências Políticas na Universidade de Kingston, em Ontário. Completou também um mestrado em Filosofia pela Universidade de Montreal. Foi professor de inglês na Coreia do Sul e leciona atualmente no Centro de Aperfeiçoamento Profissional Militar da Academia Canadense de Defesa. Yves Trottier publicou dois romances: L’Euthanasiste ambulant (2002) e La part du Gros (2003). Publicou também um ensaio filosófico com Marc Imbeault: Limites de la violence; lecture d'Albert Camus (2006).

## Obras
- L'Euthanasiste ambulant (2002)
- La Part du gros (2003)
- Limites de la violence (2006)